# Resnik (Sokobanja)
Resnik (serbisches-kyrillisch: Ресник) ist ein Dorf in Serbien.

## Geographie
Das Dorf befindet sich in der geographischen Region Banja, in der Opština Sokobanja, im Okrug Zaječar, im Osten von Serbien.
Resnik liegt am südlichen Rand des Banja-Beckens, unterhalb der Kalksteinabschnitte des Berggipfels des Leskovik. Der Leskovik stellt einen Gebirgszug des Gebirges Ozren dar. Das Dorf liegt am Fuße des Gebirges Ozren. 
Das Dorf liegt rund um den Fluss Resnička Reka. Auch die Flüsse Čučunjska Reka und Gradišnica (linker Nebenfluss der Sokobanjska Moravica) fließen durch das Dorfgebiet. Durch das nördlichste Dorfgebiet fließt der Hauptfluss der Gegend, die Sokobanjska Moravica, ohne den Ort zu durchqueren.
Die Dorfbewohner nutzen Trinkwasser aus fünf Quellen. Die Wasserquelle Vrelo, im südlichen Dorfgebiet (im Tal der Resnička Reka), ist die wasserreichste. Brunnen sind selten.
Die ersten Häuser von Resnik stehen bei einer Höhe von 386 m über dem Meeresspiegel. Seine maximale Höhenlage erreicht das Dorf auf einer Höhenlage von 520 Metern. Die höchst gelegenen Einzelhäuser und Höfe sind am Boden der Kalksteinabschnitte gebaut worden. Das Dorf ist nach Norden ausgerichtet.
Am meisten wird der Ort vom Südwind beeinträchtigt da dieser den Obstbäumen zusetzt. Auch der Nordwind und die Košava wehen durch das Dorf.
Resnik, das etwa 6 km, westlich der Gemeindehauptstadt gelegen ist, wird durch eine Landstraße mit Sokobanja verbunden. Diese auf einer Höhe von über 520 Meter gelegene Straße führt auch über die Flusstäler der Čučunjska Reka und Gradišnica und verläuft weiter gen Westen und verbindet damit Resnik mit seinem westlichen Nachbardorf Poružnica.
Eine zweite wichtige Landstraße führt vom Dorf nördlich zur Hauptstraße hin, die Sokobanja mit Knjaževac verbindet, und endet am bekannten Brunnen Trebička česma. Unweit von diesem Brunnen befindet sich eine Kreuzung. Bei dieser Kreuzung wurde ein großes orthodoxes Wegekreuz erbaut. Der Brunnen und das Wegekreuz befinden sich auf dem nördlichsten Dorfgebiet von Resnik.
Das Dorf ist etwa 6 km östlich des Sees Bovansko Jezero entfernt.

## Dorftypus
Das Dorf ist ziemlich verdichtet. Die meisten Häuser befinden sich rund um den Fluss Resnička Reka und in der Dorfmitte, wo sich die Kirche, die Grundschule, der Friedhof, und das Dorfrathaus, befinden. Dort reihen sich die Häuser meist entlang der Straßen aneinander. Allerdings liegen sie auch hier nicht nebeneinander, denn zu jedem Haus gehört ein Hof und ein Obstgarten. Am Dorfrand stehen die Häuser verstreut voneinander.
Eine Aufteilung des Dorfes in Dorfteile erfolgt nicht, vielmehr sind die einzelnen Ortsgebiete nach größeren Familien benannt.
Die Dorfbewohner betreiben Landwirtschaft und Viehzucht. Die Felder und Äcker liegen unterhalb des Dorfes bei den Flurnamen: Krušak, Jarnin, Straževica und Mednik. Der Boden ist sehr fruchtbar.
Die Sommerweiden liegen oberhalb des Dorfes bei den Lokalitäten: Kačarnik, Jermenčić, Podkamen und Prisad. Dort liegt auch der Dorfwald in unmittelbarer Nähe.

## Bevölkerung
Das Dorf hatte 2022 eine Einwohnerzahl von 593, während es 2011 noch 713 waren, nach den letzten drei Bevölkerungsstatistiken fällt die Einwohnerzahl weiter. Die Bevölkerung stellen Serben.

### Demographie
| Jahr | Einwohnerzahl |
| ---- | ------------- |
| 1948 | 1.358         |
| 1953 | 1.422         |
| 1961 | 1.368         |
| 1971 | 1.298         |
| 1981 | 1.160         |
| 1991 | 1.050         |
| 2002 | 857           |
| 2011 | 713           |
| 2022 | 593           |

## Geschichte

### Dorfumgebung

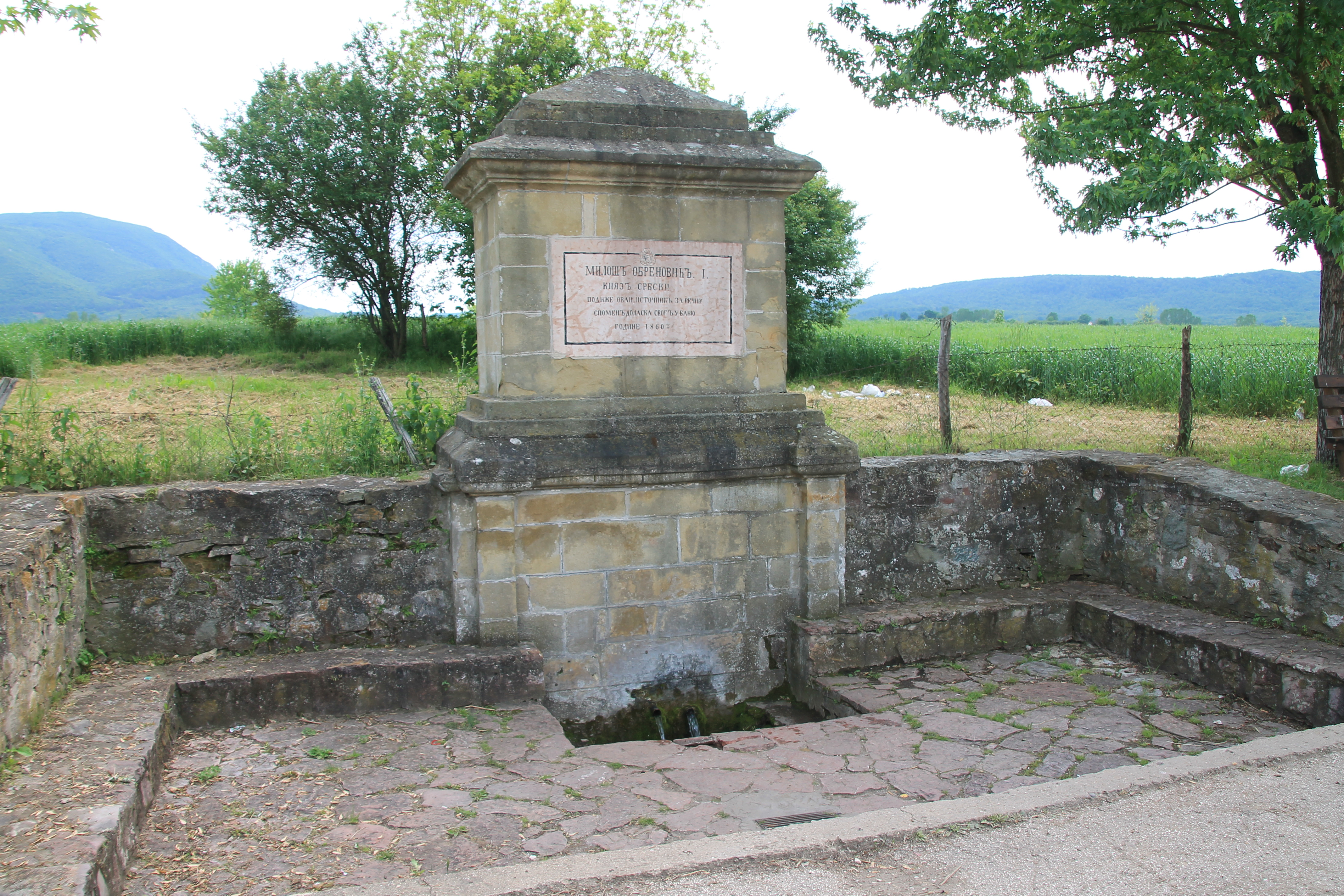
Der Brunnen Trebička česma

Am Standort des Brunnen Trebička česma, der im Auftrag des Fürsten Miloš Obrenović erbaut wurde, befinden sich nahe der Hauptstraße die Reste einer alten Siedlung und heutigen archäologischen Grabungsstätte. Die Einheimischen gruben an der Stelle sehr große Ziegelsteine aus.
Der Legende nach gab es dort eine bedeutende Siedlung und bei einer kriegerischen Auseinandersetzung wurde der Lauf des Flusses Sokobanjska Moravica, bei der Festung Sokograd gesperrt, so dass das Wasser oberhalb (westlich) von Sokobanja (bei der Lokation Prevalac) über die Ufer trat und die Siedlung wegtrieb (auslöschte). Aus diesem Grund wird dieser Ort Trebič genannt.
Nach archäologischen Grabungen ist inzwischen bekannt, dass an dieser Stelle bereits in der Jungsteinzeit eine menschliche Siedlung, in der Teile von Werkzeugen und Möbeln gefunden wurden, existierte. Die Archäologen haben an dieser Stelle auch römische Gräber aus dem 2. und 3. Jahrhundert entdeckt. Darin wurden zwei goldene Halbgussringe sowie Schmuckstücke und dekorative Bronzegegenstände gefunden.
Im südlichen Dorfgebiet befindet sich auf einer Höhe von 850 m im Gebirge Ozren, am Flusslauf der Čučunjska Reka, das (ehemalige) alte serbisch-orthodoxe Kloster Jermenčić mit der Kirche Hl. Erzengel Michael und Gabriel. Das Kloster ist, etwa 4 km vom Ort entfernt. Der Überlieferung zufolge wurde das Kloster von Armeniern (auf Serbisch: Jermeni) erbaut, die auf dem Ozren Zuflucht vor der Verfolgung durch die Türken fanden.

### Resnik

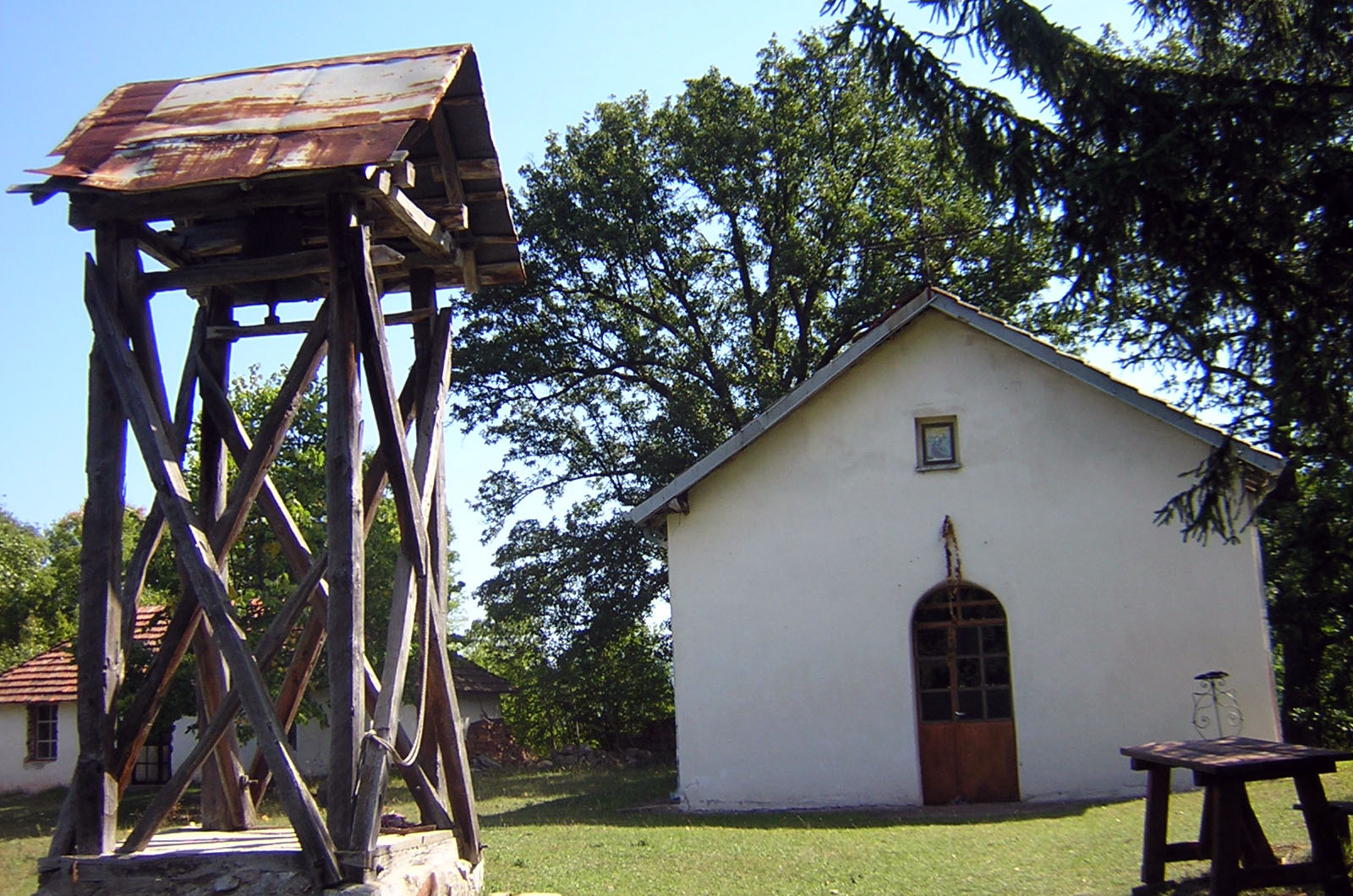
Das Kloster Jermenčić beim Dorf

Der Name des Dorfes soll sich vom Umstand herleiten, dass an seiner Stelle früher ein Haselnusshain wuchs und durch das schneiden (fällen) der Bäume des Haines, soll der Name Resnik entstanden sein.
In der Vergangenheit wuchs das Dorf durch den Zusammenschluss von einigen alten Dörfern, durch Einwanderung und die Vermehrung seiner Bewohner. So musste der große Familienverbund der Čučunjci (der sich in mehrere kleinere Familien mit verschiedenen Namen aufteilt) durch ein Dekret des Fürsten Miloš Obrenović ihr altes Heimatdorf Čučunje (was zwischen Resnik und Sokobanja lag) verlassen. Auf die gleiche Weise wurden einige Familien aus dem alten Ort Kaljevac umgesiedelt.
Im Ort gibt es eine Sommerbühne, auf der Folkloreveranstaltungen und Feste stattfinden. In unmittelbarer Nähe der Bühne bei der Quelle Vrelo befindet sich ein gepflegter Picknickplatz mit Bänken, Gartenhäuschen und Tischen zum Ausruhen. Unweit der Dorfkirche steht die Grundschule (Osnovna Škola Mitropolit Mihailo), benannt nach dem Belgrader Metropoliten, Mihailo (der aus Sokobanja stammte).
Neben der Kirche steht ein Denkmal für die im Ersten Weltkrieg gefallenen Soldaten aus dem Ort. Das im Ortskern (bei einem Dorfbrunnen) befindliche Denkmal ist den gefallenen jugoslawischen Partisanen aus dem Dorf gewidmet.

## Religion
Im Resnik selbst steht im südlichen Dorfteil die serbisch-orthodoxe Kirche Hl. Märtyrerin Paraskeva von Rom. Unweit nördlich der Kirche befindet sich der Dorffriedhof.

## Belege
- Artikel über die Sehenswürdigkeiten des Ortes auf der Seite sokobanja.rs, (serbisch)
- Artikel über das Dorf auf der Seite www.poreklo.rs, (serbisch)
- Artikel über das Dorf auf der Seite www.soko-banja.org, (serbisch)
- Књига 9, Становништво, упоредни преглед броја становника 1948, 1953, 1961, 1971, 1981, 1991, 2002, подаци по насељима, Републички завод за статистику, Београд, мај 2004, ISBN 86-84433-14-9
- Књига 1, Становништво, национална или етничка припадност, подаци по насељима, Републички завод за статистику, Београд, фебруар 2003, ISBN 86-84433-00-9
- Књига 2, Становништво, пол и старост, подаци по насељима, Републички завод за статистику, Београд, фебруар 2003, ISBN 86-84433-01-7